# George Davies (cầu thủ bóng đá, sinh năm 1897)
George Albert Davies (19 tháng 1 năm 1897 – 1956) là một cầu thủ bóng đá người Anh thi đấu ở vị trí wing half.